# Душко Пијетловић
Душко Пијетловић (Нови Сад, 25. април 1985) бивши је српски ватерполиста, вишеструки олимпијски, светски и европски шампион. Са четири медаље, укључујући две златне, је један од најтрофејнијих српских олимпијаца.
Рођен је у Новом Саду, а пореклом је из Горње Пецке у Републици Српској. Његов рођени брат је Гојко Пијетловић, такође репрезентативац Србије. Од 2013. је у браку са Марином Милић са којом има два сина.

## Каријера
Каријеру је почео у Војводини, наставио у Партизану, с којим је у периоду од 2006-2011 био освајач и Првенства и Купа Србије. Два пута је са Партизаном тријумфовао у Еуроинтер лиги, а у 2011. освојио прву титулу клупског првака Европе. Из Партизана је, након Светског првенства у Шангају 2011. прешао у Про Реко. За трофејни италијански клуб је одиграо једну сезону и освојио Првенство и Куп Италије као и Евролигу. 2012. године вратио се у Србију и једну сезону играо је за ВК Црвена звезда с којом је освојио титулу првака Европе, своју трећу узастопну (2011. је првак Европе постао као играч Партизана, а 2012. као члан Про Река). Са јуниорском репрезентацијом Југославије освојио је Европско првенство 2002. у Барију и 2004. на Малти. У лето 2013. године из Звезде је прешао у Русију где је у Казању годину дана играо за Синтез. Одатле се 2014. вратио се у Про Реко, уз уговор на три године. Сваку од три такмичарске сезоне завршио је дуплом круном у Италији, а у сезони 2014/2015. освојио је и четврту титулу у најбољег клуба у Европи. У последњој сезони у Италији био је део ватерполо спектакла који се играо на океану.
Наредна станица у ватерполо каријери био је Динамо из Москве, с којим је освајао победничке трофеје у Првенству и Купу Русије, а од лета 2019. преселио се у Мађарску и заиграо за Солнока. Тренира под контролом бившег саиграча, а сада тренера Солнока Живка Гоцића.
Пијетловић је као члан Солнока освојио Првенство Мађарске и Куп Европе у сезони 2020/21.
После две сезоне у Солноку, враћа се у Србију. У лето 2021. прешао је у ВК Нови Београд, за који је дебитовао у октобру 2021, у првом колу Првенства Србије.

## Репрезентација
Душко Пијетловић је последњи стрелац репрезентације Србије и Црне Горе. У финалу Светског купа у Будимпешти 2006. постигао је гол којим је стављена тачка на једну репрезентацију.

### Европска првенства
На првом такмичењу на којем се Србија наступила као самостална репрезентација, Европском првенству 2006. у Београд освојио је златну медаљу. Прву од пет са осам одиграних шампионата Европе. Поред пет златних медаља освојио је једно сребро (Малага 2008) и бронзу (Загреб 2010). Последње злато освојио је у Барселони 2018, а 2020. је у Будимпешти по први пут остао без медаље на такмичењу најбољих екипа старог континента. На другом Европском првенству које је играо у Београду, оном одржаном 2016.године додељена му је награда за најбољег играча Европе по избору европске пливачке организације ЛЕН.

### Светска првенства
На такмичењу за најбољу репрезентацију света четири пута је био на победничком постољу. Први пут у Риму 2009. године. Освојио је златну медаљу, а исти успех поновио је и 2015. руском Казању. На шампионату света у Казању, поред титуле најбоље репрезентације жири новинара га је прогласио за најбољег играча шампионата. У Шангају 2011. Пијетловић је освојио сребрену медаљу, а бронзу је 2017.у Будимпешти. У Будимпешти је прославио и јубилеј – 400. гол за репрезентацију Србије.
Србија је Светско првенство 2013. завршила као седма, али Пијетловић је заслужио место у идеалном тиму.
Због повреде је пропустио Светско првенство у Мелбурну, док на оно одржано у Јужној Кореји 2019. није ишао одлуком селектора да одмори стандардне играче.

### Олимпијске игре
На Олимпијским играма освојио је четири медаље – два злата и две бронзе. На олимпијском дебију у Пекингу 2008. освојио је бронзу, као и четири године касније у Лондону. У Рију 2016. био је део тима који је направио највећи успех у српском ватерполу и освојио злато. Србија је, са Пијетловићем у тиму, на Олимпијским играма у Токију одбранила злато. После Токија завршио је каријеру у репрезентацији.

### Светска лига и Светски куп
Девет учешћа, осам златних и једна бронзана медаља резултат је Душка Пијетловића када је у питању учешће на завршном турниру Светске лиге. Бронзу је однео из Подгорице 2009. године. Прво злато освојио је 2005. у Београду иако није играо у финалу, затим у Ђенови 2008, а уследили су Ниш, Фиренца, Дубаи, Бергамо, Хуејџоу и Руза. Последње финале овог такмичења одиграо је у Београду 2019. На том турниру 2019. заједно са Филиповићем и Прлаиновићем постао је рекордер по броју освојених медаља на овом такмичењу. Једини завршни турнир Светске лиге који је пропустио био је онај из Чељабинска 2013.
Када је у питању Светски куп, Пијетловић је одиграо два и оба пута освојио злато. Поменто такмичење из Будимпеште 2006. када је постигао последњи гол за тим Србије и Црне Горе. Вести: СЦГ лако против Шпаније Наредни пут је играо 2010. у Орадеи.

### Остала такмичења
Са јуниорском репрезентацијом Југославије освојио је Европско првенство 2002. у Барију и 2004. на Малти.
На Медитеранским играма је освајао злато 2009. у Пескари и 2018. у Тарагони. Те 2018. Прославио је јубиларни 300. меч у репрезентацији Србије.

## Признања и награде
- Мајска награда 2017
- МВП Светског првенства у Казању 2015
- Најбољи ватерполиста Европе у избору ЛЕН-а за 2015.

## Клупски трофеји
- Евролига 2010/11. -  Шампион са Партизаном
- Евролига 2011/12. и 2014/15. -  Шампион са Про Реком
- Евролига 2012/13. -  Шампион са Црвеном звездом
- Суперкуп Европе 2015/16. - Победник са Про Реком
- Првенство Србије 2006/07, 2007/08, 2008/09, 2009/10. и 2010/11 -  Шампион са Партизаном, 2012/13. -  Шампион са Црвеном звездом
- Куп Србије 2006/07, 2007/08, 2008/09, 2009/10. и 2010/11. - Победник са Партизаном, 2012/13. - Победник са Црвеном звездом
- Еуроинтер лига 2009/10. и 2010/11. - Победник са Партизаном
- Првенство Италије 2011/12, 2014/15. и 2015/16. -  Шампион са Про Реком
- Куп Италије 2011/12, 2014/15. и 2015/16. - Победник са Про Реком
- Јадранска лига 2011/12. - Победник са Про Реком
- Првенство Русије 2017/2018 - Победник са ВК Динамо Москва
- Куп Русије 2017/2018 - Победник са ВК Динамо Москва
- ЛЕН Куп Европе 2020/21. - Победник са Солноком
- Првенство Мађарске 2020/21. - Победник са Солноком